# NGC 1368
NGC 1368 je galaksija u zviježđu Eridan.

## Vanjske poveznice
- SEDS: NGC 1368